# لوسيانا موراليس مندوزا
لوسيانا موراليس مندوزا (بالإسبانية: Luciana Morales Mendoza)‏ هي لاعبة شطرنج بيروفية، ولدت في 1987 في ليما في بيرو.

## وصلات خارجية
- لوسيانا موراليس مندوزا على موقع الاتحاد الدولي للشطرنج (الإنجليزية)
- لوسيانا موراليس مندوزا على موقع مباريات الشطرنج (الإنجليزية)
- لوسيانا موراليس مندوزا على موقع 365Chess.com (الإنجليزية)
- لوسيانا موراليس مندوزا على موقع Chesstempo.com (الإنجليزية)
- لوسيانا موراليس مندوزا سجل أولمبياد الشطرنج للسيدات على موقع OlimpBase.org (الإنجليزية)